# 中华人民共和国财政部
中华人民共和国财政部，是中华人民共和国国务院負責财政事务的组成部门。

## 沿革
中华人民共和国财政部的前身是1949年10月1日成立的中央人民政府财政部。
1954年9月，第一届全国人民代表大会第一次会议在北京召开，会议通过了《中华人民共和国宪法》和《中华人民共和国国务院组织法》，成立中华人民共和国国务院根据国务院《关于设立、调整中央和地方国家机关及有关事项的通知》，中央人民政府财政部即告结束。国务院按照《国务院组织法》的规定，将原中央人民政府财政部改为中华人民共和国财政部，接替相关工作，成为国务院组成部门。
1994年，国务院办公厅印发通知，批准财政部在全国各省级行政区、计划单列市派駐财政监察专员办事处，作为财政部派出机构。
2018年3月17日第十三届全国人民代表大会第一次会议通过《第十三届全国人民代表大会第一次会议
关于国务院机构改革方案的决定》，批准《国务院机构改革方案》。方案规定：“调整全国社会保障基金理事会隶属关系。将全国社会保障基金理事会由国务院管理调整为由财政部管理，作为基金投资运营机构，不再明确行政级别。”
2019年4月23日，根据中央机构编制委员会办公室印发的《中央编办关于财政部派出机构设置有关事项的通知》（中央编办发〔2019〕33号），财政部召开各地监管局更名设立大会，财政部各地财政监察专员办事处更名为财政部各地监管局。
2020年8月31日，根据国家发展改革委《关于全面推开行业协会商会与行政机关脱钩改革的实施意见》（发改体改〔2019〕1063号）、《关于做好全面推开全国性行业协会商会与行政机关脱钩改革工作的通知》（联组办〔2019〕2号），原由财政部主管的中国国债协会等2家行业协会（商会）与财政部分离，依法直接登记、独立运行，剥离行政职能，不再设置业务主管单位。取消对其的直接财政拨款，通过政府购买服务等方式支持其发展。

## 职责
根据《财政部职能配置、内设机构和人员编制规定》，财政部承担下列职能，
1. 拟订财税发展战略、规划、政策和改革方案并组织实施。分析预测宏观经济形势，参与制定宏观经济政策，提出运用财税政策实施宏观调控和综合平衡社会财力的建议。拟订中央与地方、国家与企业的分配政策，完善鼓励公益事业发展的财税政策。
2. 起草财政、财务、会计管理的法律、行政法规草案，制定部门规章，并监督执行。组织涉外财政、债务等国际谈判并草签有关协议、协定。
3. 负责管理中央各项财政收支。编制年度中央预决算草案并组织执行。组织制定经费开支标准、定额，审核批复部门（单位）年度预决算。受国务院委托，向全国人民代表大会及其常委会报告财政预算、执行和决算等情况。负责政府投资基金中央财政出资的资产管理。负责中央预决算公开。
4. 负责组织起草税收法律、行政法规草案及实施细则和税收政策调整方案。参加涉外税收谈判，签订涉外税收协议、协定草案。提出关税和进口税收政策，组织制定免税行业政策和有关管理制度。拟订关税谈判方案，参加有关关税谈判，提出征收特别关税的建议。承担国务院关税税则委员会具体工作。
5. 按分工负责政府非税收入管理。负责政府性基金管理，按规定管理行政事业性收费。管理财政票据。制定彩票管理政策和有关办法，监管彩票市场，按规定管理彩票资金。
6. 组织制定国库管理制度、国库集中收付制度，指导和监督中央国库业务，开展国库现金管理工作。制定政府财务报告编制办法并组织实施。负责制定政府采购制度并监督管理。负责政府采购市场开放谈判工作。
7. 拟订和执行政府国内债务管理制度和政策。依法制定中央和地方政府债务管理制度和办法。编制国债和地方政府债余额限额计划。统一管理政府外债，制定基本管理制度。
8. 牵头编制国有资产管理情况报告。根据国务院授权，集中统一履行中央国有金融资本出资人职责。制定全国统一的国有金融资本管理规章制度。拟订行政事业单位国有资产管理规章制度并组织实施，制定需要全国统一规定的开支标准和支出政策。
9. 负责审核并汇总编制全国国有资本经营预决算草案，制定国有资本经营预算制度和办法，收取中央本级企业国有资本收益。负责制定并组织实施企业财务制度。负责财政预算内行政事业单位和社会团体的非贸易外汇和财政预算内的国际收支管理。
10. 负责审核并汇总编制全国社会保险基金预决算草案，会同有关部门拟订有关资金（基金）财务管理制度，承担社会保险基金财政监管工作。
11. 负责办理和监督中央财政的经济发展支出、中央政府性投资项目的财政拨款，参与拟订中央基建投资有关政策，制定基建财务管理制度。
12. 承担国务院交办的与有关国家和地区多双边财经对话，开展财经领域的国际交流与合作。按规定管理多边开发机构和外国政府的贷（赠）款。代表我国政府参加有关国际财经组织。
13. 负责管理全国会计工作，监督和规范会计行为，制定并组织实施国家统一的会计制度，指导和监督注册会计师和会计师事务所的业务，指导和管理社会审计。依法管理资产评估有关工作。
14. 管理全国社会保障基金理事会。
15. 完成党中央、国务院交办的其他任务。

## 机构设置
根据《财政部职能配置、内设机构和人员编制规定》、《中央编办关于财政部派出机构设置有关事项的通知》（中央编办发〔2019〕33号），财政部设置下列机构：

### 内设机构
- 办公厅
- 政策研究室
- 综合司
- 条法司
- 税政司
- 关税司（国务院关税税则委员会办公室）
- 预算司
- 国库司（政府采购管理办公室）
- 国防司
- 经济建设司
- 行政政法司
- 科教和文化司（中央文化企业国有资产监督管理领导小组办公室）
- 社会保障司
- 自然资源和生态环境司
- 农业农村司
- 资产管理司
- 金融司
- 国际经济关系司（港澳台办公室）
- 国际财金合作司
- 会计司
- 监督评价局
- 人事教育司（巡视工作领导小组办公室）
- 机关党委
- 离退休干部局

国家农业综合开发办公室设在财政部。财政部巡视工作领导小组办公室列入财政部党组办事机构序列。

### 财政部管理的事业单位
- 全国社会保障基金理事会（不明确行政级别）

### 直属事业单位
- 国库支付中心
- 关税政策研究中心
- 中国财政科学研究院
- 干部教育中心
- 信息网络中心
- 机关服务中心
- 预算评审中心
- 中国财政杂志社
- 中国财经报社
- 会计资格评价中心
- 国家农业综合开发评审中心
- 票据监管中心
- 会计准则委员会
- 世界银行贷款项目评估中心
- 国际财经中心
- 中国财税博物馆
- 中国清洁发展机制基金管理中心

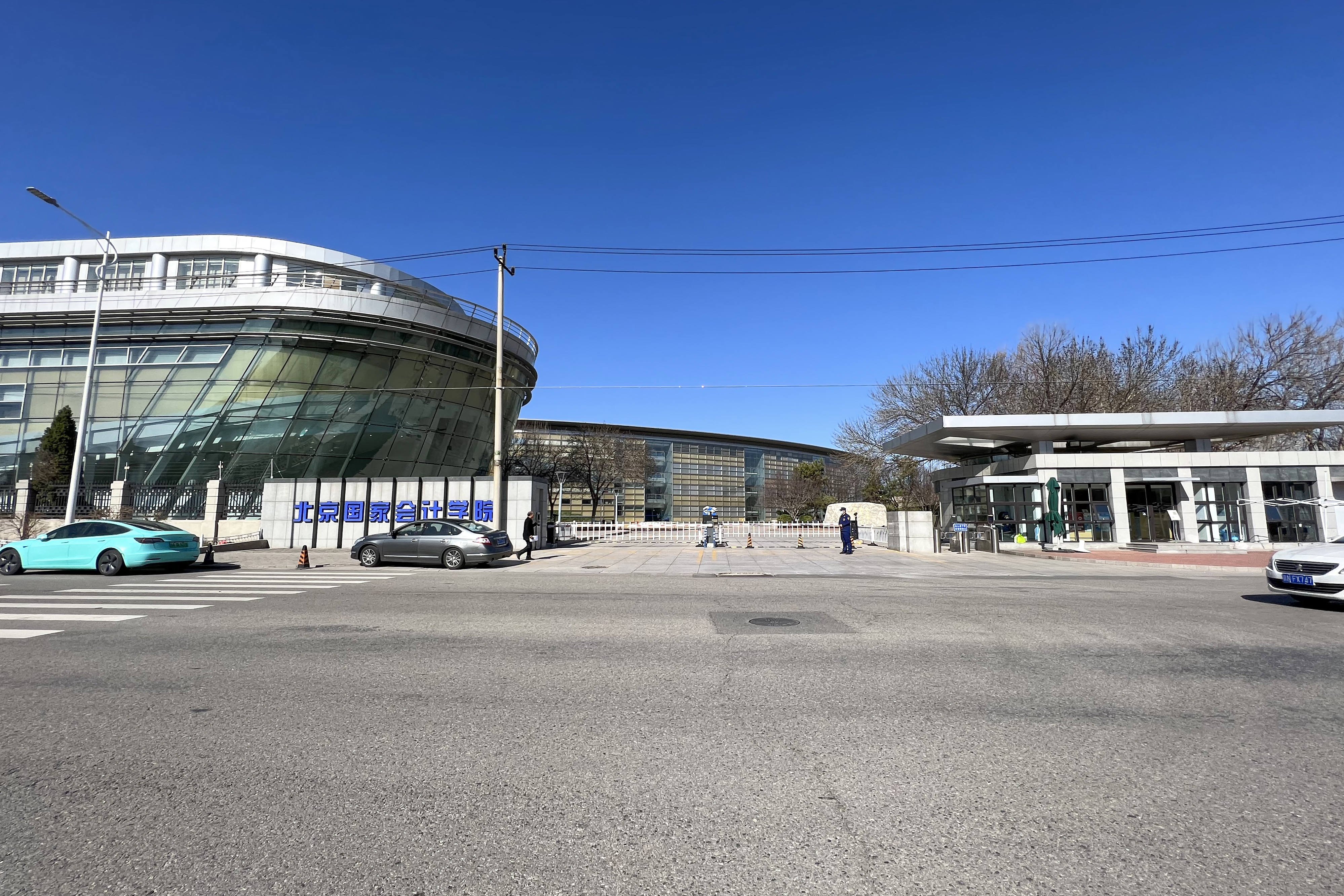
北京国家会计学院

- 政府债务研究和评估中心（政府债务研究和评估专项办公室）
- 北京国家会计学院
- 上海国家会计学院（亚太财经与发展学院）
- 厦门国家会计学院

### 直属企业单位
- 中国财经出版传媒集团有限责任公司
  - 中国财政经济出版社
  - 经济科学出版社
- 中国保险保障基金有限责任公司
- 中国证券投资者保护基金有限责任公司

### 主管社会团体
- 中国注册会计师协会（中国财会资产评估人才交流开发中心）
- 全国预算会计研究会
- 中国会计学会
- 中国珠算心算协会（世界珠算心算联合会）
- 中国农村财政研究会
- 中国财政学会
- 中国国有资产管理学会
- 中国资产评估协会（财政部资产评估中心）

### 派出机构
- 财政部北京监管局
- 财政部上海监管局
- 财政部天津监管局
- 财政部重庆监管局
- 财政部河北监管局
- 财政部山西监管局
- 财政部吉林监管局
- 财政部辽宁监管局
- 财政部黑龙江监管局
- 财政部陕西监管局
- 财政部甘肃监管局
- 财政部青海监管局
- 财政部山东监管局
- 财政部福建监管局
- 财政部浙江监管局
- 财政部河南监管局
- 财政部湖北监管局
- 财政部湖南监管局
- 财政部江西监管局
- 财政部江苏监管局
- 财政部安徽监管局
- 财政部广东监管局
- 财政部海南监管局
- 财政部四川监管局
- 财政部贵州监管局
- 财政部云南监管局
- 财政部内蒙古监管局
- 财政部新疆监管局
- 财政部宁夏监管局
- 财政部广西监管局
- 财政部西藏监管局
- 财政部深圳监管局
- 财政部厦门监管局
- 财政部宁波监管局
- 财政部青岛监管局
- 财政部大连监管局

## 财政部履行出资人职责的企业名单
根据有关规定，财政部对下列企业履行出资人职责（名单截至2025年4月1日）：

### 中央金融企业
1. 中国投资有限责任公司
2. 国家开发银行
3. 中国进出口银行
4. 中国农业发展银行
5. 中国工商银行股份有限公司
6. 中国农业银行股份有限公司
7. 中国银行股份有限公司
8. 中国建设银行股份有限公司
9. 交通銀行股份有限公司
10. 中国中信集团有限公司
11. 中国光大集团股份公司
12. 中国人民保险集团股份有限公司
13. 中国人寿保险（集团）公司
14. 中國太平保險集團有限责任公司
15. 中国出口信用保险公司
16. 中国中信金融资产管理股份有限公司
17. 中国长城资产管理股份有限公司
18. 中国东方资产管理股份有限公司
19. 中国信达资产管理股份有限公司
20. 中央国债登记结算有限责任公司
21. 中国农业再保险股份有限公司
22. 中国政企合作投资基金股份有限公司
23. 国家融资担保基金股份有限公司
24. 国家农业信贷担保联盟有限责任公司
25. 中国再保险（集团）股份有限公司
26. 中国建银投资有限责任公司
27. 中国银河金融控股有限责任公司

### 中央文化企业
1. 中国方正出版社有限公司
2. 党建读物出版社有限公司
3. 中国出版集团有限公司
4. 中国新闻出版传媒集团有限公司
5. 五洲传播出版传媒有限公司
6. 学习出版社有限公司
7. 线装书局有限公司
8. 中国书籍出版社有限公司
9. 宗教文化出版社有限公司
10. 当代世界出版社有限公司
11. 中国长安出版传媒有限公司
12. 九州出版社有限公司
13. 世界知识出版社有限公司
14. 中国计划出版社有限公司
15. 中国市场出版社有限公司
16. 中国教育出版传媒集团有限公司
17. 教育科学出版社有限公司
18. 科学技术文献出版社有限公司
19. 中国工信出版传媒集团有限责任公司
20. 中国民族文化出版社有限公司
21. 中国社会出版社有限公司
22. 法律出版社有限公司
23. 中国法治出版社有限公司
24. 中国财经出版传媒集团有限责任公司
25. 中国人力资源和社会保障出版集团有限公司
26. 中国地图出版社集团有限公司
27. 海洋出版社有限公司
28. 中国大地出版传媒集团有限公司
29. 成都地图出版社有限公司
30. 西安地图出版社有限公司
31. 哈尔滨地图出版社有限公司
32. 中国环境出版集团有限公司
33. 中国环境报社有限公司
34. 中国建筑出版传媒有限公司
35. 中国城市出版社有限公司
36. 建筑杂志社有限公司
37. 人民交通出版传媒管理有限公司
38. 中国交通报社有限公司
39. 中国水运报社有限公司
40. 中国水利水电出版传媒集团有限公司
41. 中国农业出版社有限公司
42. 中国农业科学技术出版社有限公司
43. 中国商务出版社有限公司
44. 中国文化传媒集团有限公司
45. 中国东方演艺集团有限公司
46. 国家图书馆出版社有限公司
47. 中国动漫集团有限公司
48. 中国数字文化集团有限公司
49. 故宫出版社有限公司
50. 文化艺术出版社有限公司
51. 中国旅游出版社有限公司
52. 人民卫生出版社有限公司
53. 健康报社有限公司
54. 中国人口与健康出版社有限公司
55. 应急管理出版社有限公司
56. 中国应急管理报社有限公司
57. 中国金融出版社有限公司
58. 中国时代经济出版社有限公司
59. 化学工业出版社有限公司
60. 中国轻工业出版社有限公司
61. 中国纺织出版社有限公司
62. 冶金工业出版社有限公司
63. 中国财富出版社有限公司
64. 中国商业出版社有限公司
65. 企业管理出版社有限公司
66. 中国海关出版社有限公司
67. 中国税务出版社有限公司
68. 中国质量标准出版传媒有限公司
69. 中国工商出版社有限公司
70. 中国广播电视网络集团有限公司
71. 中广传播集团有限公司
72. 中国广播影视出版社有限公司
73. 中国体育报业总社有限公司
74. 中国统计出版社有限公司
75. 中国言实出版社有限公司
76. 中国国际广播出版社有限公司
77. 中国能源传媒集团有限公司
78. 中国林业出版社有限公司
79. 中国民航报社有限公司
80. 中国民航出版社有限公司
81. 文物出版社有限公司
82. 中国文物报社有限公司
83. 中国中医药出版社有限公司
84. 中国中医药报社有限公司
85. 中医古籍出版社有限公司
86. 中国健康传媒集团有限公司
87. 知识产权出版社有限责任公司
88. 金城出版社有限公司
89. 中国文史出版社有限公司
90. 人民法院出版社有限公司
91. 中国检察出版社有限公司
92. 中国少年儿童新闻出版总社有限公司
93. 中国青年出版总社有限公司
94. 中国妇女出版社有限公司
95. 中国电影出版社有限公司
96. 中国文联出版社有限公司
97. 中国摄影出版传媒有限公司
98. 中国书法出版传媒有限责任公司
99. 书法出版社有限公司
100. 作家出版社有限公司
101. 中国科学技术出版社有限公司
102. 中国华侨出版社有限公司
103. 华夏出版社有限公司
104. 中国红十字报刊社
105. 中华工商联合出版社有限责任公司
106. 团结出版社有限公司
107. 群言出版社有限公司
108. 民主与建设出版社有限责任公司
109. 开明出版社有限公司
110. 中国致公出版社有限公司
111. 学苑出版社有限公司
112. 台海出版社有限公司
113. 中国铁道出版社有限公司
114. 紫荆文化（香港）集团有限公司

### 其他中央企业
1. 中国国家铁路集团有限公司
2. 中国烟草总公司
3. 中国邮政集团有限公司
4. 北大荒农垦集团有限公司

## 历任领导

### 历任部长
| 姓名   | 肖像 | 籍贯     | 在任时间                                                                                  | 时任总理        | 最高职务                                                                         |
| ------ | ---- | -------- | ----------------------------------------------------------------------------------------- | --------------- | -------------------------------------------------------------------------------- |
| 李先念 |      | 湖北紅安 | 1954年9月29日－1970年6月22日                                                              | 周恩来          | 中国共产党中央委员会副主席 中華人民共和國主席 中国人民政治协商会议全国委员会主席 |
| 殷承禎 |      | 湖北崇陽 | 1967年7月－1970年6月（财政部军管会主任） 1970年6月－1975年1月17日（财政部革命委员会主任） | 周恩来          | 財政部革命委員會主任                                                             |
| 張勁夫 |      | 安徽肥東 | 1975年1月17日－1979年8月17日                                                              | 周恩来 → 华国锋 | 中国共产党中央顾问委员会常务委员会委员 國務委員                                  |
| 吳波   |      | 安徽涇縣 | 1979年8月17日－1980年8月6日                                                               | 华国锋          | 全国人民代表大会财政经济委员会副主任委员                                         |
| 王丙   |      | 河北蠡縣 | 1980年8月6日－1992年9月3日                                                                | 赵紫阳 → 李鹏   | 全国人民代表大会常务委员会副委员长 国务委员                                      |
| 刘仲藜 |      | 浙江寧波 | 1992年9月4日－1998年3月18日                                                               | 李鹏            | 全国社会保障基金理事会理事长 中国人民政治协商会议全国委员会经济委员会主任        |
| 项怀诚 |      | 江蘇苏州 | 1998年3月18日－2003年3月17日                                                              | 朱镕基          | 全国社会保障基金理事会理事长 中国人民政治协商会议全国委员会经济委员会主任        |
| 金人慶 |      | 江蘇蘇州 | 2003年3月17日－2007年8月30日                                                              | 温家宝          |                                                                                  |
| 谢旭人 |      | 浙江寧波 | 2007年8月30日－2013年3月16日                                                              | 温家宝          | 全国社会保障基金理事会理事长                                                     |
| 楼继伟 |      | 浙江义乌 | 2013年3月16日－2016年11月7日                                                              | 李克强          | 全国社会保障基金理事会理事长                                                     |
| 肖捷   |      | 辽宁开原 | 2016年11月7日－2018年3月19日                                                              | 李克强          | 国务委员兼国务院秘书长                                                           |
| 刘昆   |      | 广东饶平 | 2018年3月19日－2023年10月24日                                                             | 李克强 → 李强   |                                                                                  |
| 蓝佛安 |      | 广东惠东 | 2023年10月24日至今                                                                        | 李强            |                                                                                  |

### 其他领导
| 副部长、党组成员 …… - 廖岷（2018年5月至今；2018年3月至2023年9月为中央财办副主任兼） - 许宏才（2019年3月－2023年9月） - 朱忠明（2021年7月－2024年7月） - 夏先德（2022年5月－2023年7月） - 王东伟（2022年7月至今） - 郭婷婷（2024年6月至今） - 宋其超（2025年1月至今） | 纪检监察组组长、党组成员 …… - 杨国中（2021年2月至今） 其他党组成员 …… - 刘伟（2017年2月－2025年1月；兼全国社会保障基金理事会理事长、党组成员） - 欧文汉（2019年12月－2023年6月；兼部长助理） - 宋其超（2023年12月－2025年1月；兼部长助理） - 舒惠好（2024年9月至今；兼部长助理） - 刘昆（2025年1月至今；兼全国社会保障基金理事会党组书记、理事长） |

## 外部連結
| 国务院组成部门                                                    | 国务院组成部门                                                                  | 国务院组成部门                             |
| ----------------------------------------------------------------- | ------------------------------------------------------------------------------- | ------------------------------------------ |
| 前任： 中央人民政府财政部                                         | 国务院财政部门 1954年9月27日至今                                                | 現任                                       |
| 前任： （中国人民建设银行）                                       | 国务院国家基本建设基金管理机构 1994年至今                                       | 現任                                       |
| 前任： 中华人民共和国国家计划委员会                               | 国务院国债发行计划编制部门 1998年7月4日至今                                     | 現任                                       |
| 前任： 中华人民共和国对外贸易经济合作部 中国人民银行 （中国银行） | 国务院外国政府和国际金融组织贷款 对外谈判与磋商部门 1998年7月4日至今            | 現任                                       |
| 前任： 中华人民共和国审计署                                       | 国务院社会审计指导管理部门 1998年7月4日至今                                     | 現任                                       |
| 前任： 国家国有资产管理局                                         | 国务院政府公共财产管理规章制度管理部门 1998年7月4日至今                         | 現任                                       |
| 前任： 中国人民银行                                               | 国务院彩票监督管理部门 1999年12月22日至今                                       | 現任                                       |
| 前任： 中华人民共和国国务院                                       | 国务院全国社会保障基金主管部门 2018年3月17日至今                                | 現任                                       |
| 前任： 中央人民政府财政部                                         | 国务院税务部门 1954年9月27日至1988年5月                                         | 繼任： 国家税务局                          |
| 前任： 中央人民政府财政部                                         | 国务院税政调查研究部门 1954年9月27日至1998年7月4日                              | 繼任： 国家税务总局 中华人民共和国海关总署 |
| 前任： 中央人民政府财政部                                         | 国务院税法起草和法制解释部门 1954年9月27日至1998年7月4日                        | 繼任： 国家税务总局 中华人民共和国海关总署 |
| 前任： 中央人民政府财政部                                         | 国务院国有企业所得税征管部门 1954年9月27日至1998年7月4日                        | 繼任： 国家税务总局                        |
| 前任： 中央人民政府财政部                                         | 国务院国有资产监督管理机构 1954年9月27日至1988年8月13日                         | 繼任： 国家国有资产管理局                  |
| 前任： 中央人民政府财政部                                         | 国务院农业综合开发项目管理部门 1954年9月27日至2018年3月17日                     | 繼任： 中华人民共和国农业农村部            |
| 前任： 中央人民政府财政部                                         | 中央预算执行情况和其他财政收支情况监督检查执法部门 1954年9月27日至2018年3月17日 | 繼任： 中华人民共和国审计署                |
| 职能设立                                                          | 国务院世界银行贷款转贷业务部门 1980年5月15日至1998年7月4日                      | 繼任： （国家开发银行）                    |